# Urocolius
Urocolius је мали род птица из породице мишјакиња. Састоји се од две врсте које настањују подручја источне и јужне Африке:
- Плаволеђа мишјакиња, Urocolius macrourus
- Црвенолица мишјакиња, Urocolius indicus.

Типично су дуге око 32 центиметра. Омнивори су, хране се инсектима, малим стоногама из разреда двоногих и неким биљкама.
Urocolius archiaci, Urocolius consobrinus и Urocolius paludicola су три таксона описана према остацима који потичу из раног миоцена и нађени су у месту Saint-Gérand-le-Puy у Француској. Њихова таксономска историја је доста шарена; биле су категорисане као детлићи, а неколико пута су биле одвајане и препајане. Данас се верује да барем две од тих врста припадају праисторијском роду Limnatornis.